# W Series 2019
Sezon 2019 W Series był pierwszym sezonem tej serii wyścigowej poświęconej wyłącznie dla kobiet. Sezon składał się z sześciu rund po 30 minut. Rozpoczął się 4 maja wyścigiem na torze Hockenheim, a zakończył 11 sierpnia na torze Brands Hatch. Mistrzostwo zdobyła Jamie Chadwick.

## Opis

### Geneza
10 października 2018 roku powołano serię wyścigową przeznaczoną wyłącznie dla kobiet, której nadano nazwę W Series. Pierwszy sezon będzie składał się z sześciu rund towarzyszących zawodom DTM, przy czym każdy wyścig będzie trwał po 30 minut. Każda zawodniczka używać będzie tego samego pojazdu, Tatuusa T-318 z silnikiem Alfa Romeo 1,8 litra. Mistrzyni otrzyma nagrodę pieniężną w wysokości pół miliona dolarów.

### Dane techniczne aut
Tatuus T-318 na bazie Formuły 3 Nadwozie: konstrukcja z kompozytu włókna węglowego Zawieszenie: z włókna węglowego Silnik: turbodoładowany, R4 1,8l, 270 KM Skrzynia biegów: półautomatyczna, 6 w przód + 1 w tył Zbiornik paliwa:45,5 l Waga: 565 kg Długość: 2,900 mm Koła: 13-calowe Opony: Hankook

### Eliminacje
Rywalizowało osiemnaście zawodniczek plus dwie rezerwowe, wyłonione w specjalnym systemie kwalifikacji, w którym sędziami byli David Coulthard, Adrian Newey, Dave Ryan i Lyn St. James. Do pierwszego etapu eliminacji, rozegranego na austriackim torze Wachauring, zgłosiło się 61 kobiet. Do drugiego etapu zakwalifikowało się 28 osób. Ten etap eliminacji odbył się w dniach 22–27 marca na torze Circuito de Almería. Na podstawie testów skład sędziowski wybrał osiemnaście zawodniczek uprawnionych do uczestnictwa w sezonie 2019 W Series, jak również cztery rezerwowe.

## Lista startowa
| Nr | Kierowcy          | Rundy    |
| -- | ----------------- | -------- |
| 2  | Esmee Hawkey      | 1–6      |
| 3  | Małgorzata Rdest  | 1–6      |
| 5  | Fabienne Wohlwend | 1–6      |
| 7  | Emma Kimiläinen   | 1, 4–6   |
| 11 | Vicky Piria       | 1–6      |
| 19 | Marta García      | 1–6      |
| 20 | Caitlin Wood      | 1–6      |
| 21 | Jessica Hawkins   | 1–6      |
| 26 | Sarah Moore       | 1–6      |
| 27 | Alice Powell      | 1–6      |
| 31 | Tasmin Pepper     | 1–6      |
| 37 | Sabré Cook        | 1–6      |
| 49 | Megan Gilkes      | 1–3, 5–6 |
| 55 | Jamie Chadwick    | 1–6      |
| 58 | Sarah Bovy        | 2–3, 6   |
| 67 | Shea Holbrook     | 1–6      |
| 77 | Vivien Keszthelyi | 2–4, 6   |
| 85 | Miki Koyama       | 1–6      |
| 95 | Beitske Visser    | 1–6      |
| 99 | Naomi Schiff      | 1–6      |

## Kalendarz wyścigów
| Runda | Data        | Tor            | Pole position     | Najszybsze okrążenie | Zwycięzca       |
| ----- | ----------- | -------------- | ----------------- | -------------------- | --------------- |
| 1     | 4 maja      | Hockenheimring | Jamie Chadwick    | Miki Koyama          | Jamie Chadwick  |
| 2     | 18 maja     | Zolder         | Jamie Chadwick    | Beitske Visser       | Beitske Visser  |
| 3     | 8 czerwca   | Misano         | Fabienne Wohlwend | Beitske Visser       | Jamie Chadwick  |
| 4     | 6 lipca     | Norisring      | Marta García      | Emma Kimiläinen      | Marta García    |
| 5     | 20 lipca    | Assen          | Emma Kimiläinen   | Emma Kimiläinen      | Emma Kimiläinen |
| 6     | 11 sierpnia | Brands Hatch   | Jamie Chadwick    | Emma Kimiläinen      | Alice Powell    |

## Klasyfikacja kierowców
| Legenda oznaczeń w tabelach wyników Wyświetl szablon na nowej stronie | Legenda oznaczeń w tabelach wyników Wyświetl szablon na nowej stronie                                                                     |
| Oznaczenie                                                            | Wyjaśnienie |
| --------------------------------------------------------------------- | --- |
| Złoty                                                                 | Zwycięzca lub mistrzostwo |
| Srebrny                                                               | 2. miejsce lub wicemistrzostwo |
| Brązowy                                                               | 3. miejsce lub II wicemistrzostwo |
| Zielony                                                               | Ukończył, punktował (w klasyfikacji generalnej, gdy zdobył co najmniej jeden punkt na przestrzeni sezonu, poza trzema powyższymi opcjami) |
| Niebieski                                                             | Ukończył, nie punktował (w klasyfikacji generalnej, gdy nie zdobył co najmniej jednego punktu na przestrzeni sezonu)                      |
| Czerwony                                                              | Nie zakwalifikował się (NZ) |
| Czerwony                                                              | Nie prekwalifikował się (NPK) |
| Różowy                                                                | Nie ukończył (NU) |
| Różowy                                                                | Niesklasyfikowany (NS) (w klasyfikacji generalnej, gdy nie został sklasyfikowany w żadnym wyścigu sezonu)                                 |
| Czarny                                                                | Zdyskwalifikowany (DK) |
| Czarny                                                                | Wykluczony (WYK/EX) |
| Biały                                                                 | Nie wystartował (NW) |
| Biały                                                                 | Kontuzjowany (K/INJ) |
| Biały                                                                 | Wyścig odwołany (OD/C) |
| Bez koloru                                                            | Został wycofany (WYC/WD) |
| Bez koloru                                                            | Nie przybył (NP/DNA) |
| Bez koloru                                                            | Nie brał udziału w treningach (NT/DNP) |
| Bez koloru                                                            | Nie został zgłoszony (–) |
| Pogrubienie                                                           | Start z pole position |
| Kursywa                                                               | Najszybsze okrążenie wyścigu |
| †                                                                     | Nie ukończył, ale jego rezultat został zaliczony ze względu na przejechanie więcej niż 90% dystansu wyścigu.                              |
| *                                                                     | Sezon w trakcie |
| 1/2/3                                                                 | Punktowana pozycja w sprincie kwalifikacyjnym                                                                                             |
| Lista systemów punktacji Formuły 1                                    | |

| Poz. | Kierowca          | HOC | ZOL | MIS | NOR | ASS | BRH | Punkty |
| ---- | ----------------- | --- | --- | --- | --- | --- | --- | ------ |
| 1    | Jamie Chadwick    | 1   | 2   | 1   | 3   | 3   | 4   | 110    |
| 2    | Beitske Visser    | 4   | 1   | 2   | 2   | 4   | 3   | 100    |
| 3    | Alice Powell      | 2   | 3   | NU  | NU  | 2   | 1   | 76     |
| 4    | Marta García      | 3   | 4   | 6   | 1   | 9   | 8   | 66     |
| 5    | Emma Kimiläinen   | NU  | -   | -   | 5   | 1   | 2   | 53     |
| 6    | Fabienne Wohlwend | 6   | 7   | 3   | 4   | 15  | 5   | 51     |
| 7    | Miki Koyama       | 7   | 8   | 4   | 6   | NU  | 20  | 30     |
| 8    | Sarah Moore       | 5   | 5   | 9   | NU  | 10  | 10  | 24     |
| 9    | Vicky Piria       | 15  | 9   | 5   | 12  | 8   | 6   | 24     |
| 10   | Tasmin Pepper     | 8   | 6   | 7   | 8   | NU  | 12  | 22     |
| 11   | Jessica Hawkins   | 11  | 13  | 15  | NU  | 7   | 7   | 12     |
| 12   | Sabré Cook        | 13  | 15  | 8   | 7   | 13  | 9   | 12     |
| 13   | Caitlin Wood      | 10  | 11  | 14  | 11  | 5   | 11  | 11     |
| 14   | Gosia Rdest       | 9   | NU  | 13  | 14  | 6   | 13  | 10     |
| 15   | Esmee Hawkey      | 12  | NU  | 11  | 9   | 11  | 16  | 2      |
| 16   | Naomi Schiff      | 14  | 10  | 18  | 10  | 12  | 15  | 2      |
| 17   | Vivien Keszthelyi | -   | NU  | 10  | 13  | -   | 14  | 1      |
| 18   | Shea Holbrook     | 16  | 12  | 16  | 15  | 16  | 17  | 0      |
| 19   | Sarah Bovy        | -   | NW  | 12  | -   | -   | 19  | 0      |
| 20   | Megan Gilkes      | NU  | 14  | 17  | -   | 14  | 18  | 0      |